# Schlacht bei Bailén
Bailén –  Roliça –Vimeiro – Saragossa (1808) – Burgos (Gamonal) – Medina de Rioseco – Espinosa –  Tudela – Somosierra – Saragossa (1809) – La Coruña – Torres Vedras – Valls – Braga –  Oporto –  Talavera – Ocaña – Gerona – Ciudad Rodrigo (1810) – Buçaco – Gévora – Barrosa – Badajoz (1811) – Fuentes de Oñoro – La Albuera – Tarragona (1811) – Sagunt (Murviedro) – Ciudad Rodrigo (1812) – Badajoz (1812) –  Majadahonda – Salamanca – García Hernández –  Venta del Pozo – Vitoria – 
Sorauren – San Sebastián – Bidassoa
In der Schlacht bei Bailén (auch: Baylén), die vom 18. bis zum 22. Juli 1808 in Andalusien ausgetragen wurde, besiegte eine spanische Armee unter den Generälen Francisco Javier Castaños und Theodor von Reding ein Korps der französischen Armee unter General Pierre Dupont de l’Étang. Die spanischen Kräfte kreisten die Franzosen ein und veranlassten Dupont, mit fast 18.000 Mann zu kapitulieren. Dies war die größte französische Niederlage während der Napoleonischen Kriege auf der Iberischen Halbinsel.

## Vorgeschichte
Im Jahr 1808 befanden sich tausende französische Soldaten in Spanien, um Napoleons Invasion in Portugal zu unterstützen. Im April setzte Napoleon den spanischen König Karl IV. zugunsten seines eigenen Bruders Joseph Bonaparte ab. Daraufhin erhoben sich die spanische Armee und das Volk im Aufstand des 2. Mai gegen die Fremdherrschaft.
Während weite Teile Spaniens sich in Aufruhr befanden, erhielt Dupont Befehl, die wichtige Hafenstadt Cádiz einzunehmen, in der die französische Flotte unter Admiral François Étienne de Rosily-Mesros vor Anker lag. Teile der französischen Flotte hatten sich nach der Schlacht von Trafalgar nach Cádiz geflüchtet und wurden dort von der britischen Royal Navy blockiert. Duponts Korps, in drei Infanterie- und eine Kavalleriedivision gegliedert, zählte 15.000 größtenteils frische und unerfahrene Rekruten.
Dupont näherte sich Anfang Juni Córdoba und erzwang am 6. Juli, gegen den Widerstand der spanischen Miliz unter Oberst Echevarri mit 3.000 Freiwilligen, den Übergang über die Brücke von Alcolea. Die französischen Truppen drangen am nächsten Tag in Córdoba ein und plünderten die Stadt vier Tage lang. Die neu gegründete Junta de Sevilla bombardierte als Antwort die eingeschlossene französische Flotte, die fünf Tage später kapitulierte. Damit war Duponts Rettungsversuch gescheitert. Angesichts immer bedrohlicher werdender Aufstände in Andalusien entschied Dupont, sich auf die Sierra Morena zurückzuziehen und auf Hilfe aus Madrid zu warten. General Goberts Division brach mit General Vedel am 2. Juli 1808 auf, um Duponts bedrängte Truppen zu entsetzen. Allerdings erreichte nur eine Division Dupont bei Andújar, der Rest musste eine Straße nach Norden gegen die Guerillatruppe halten. Am 11. Juli vereinigte Castaños seine Truppen in Porcuna mit denen der Junta de Granada.
Die Franzosen zogen sich in drückender Hitze und behindert durch 500 Wagen mit Beute sowie 1.200 Verletzten abschnittsweise zurück. General Vedel zog am 15. Juni aus Toledo ab und brachte 5.000 Mann Infanterie, 450 Mann Kavallerie und zehn Kanonen mit sich. Am 18. Juni beschloss Dupont, in der Ebene bei Andújar zu verweilen, während spanische Truppen die Berge abriegelten. Auf Befehl Duponts zog Vedel nach Norden, um die Miliz zu vertreiben, die den Pass von Despeñaperros hielt. Dies öffnete eine gefährliche Lücke zwischen den französischen Divisionen. Vedel besetzte den Pass mit einem Bataillon Infanterie und kehrte zurück, um sich wieder mit Duponts Kräften zu vereinigen. Aber Castaños kam ihm zuvor und besetzte diese zentrale Position zwischen Dupont und Vedel mit 17.000 Mann und 12 Kanonen.

## Die Schlacht

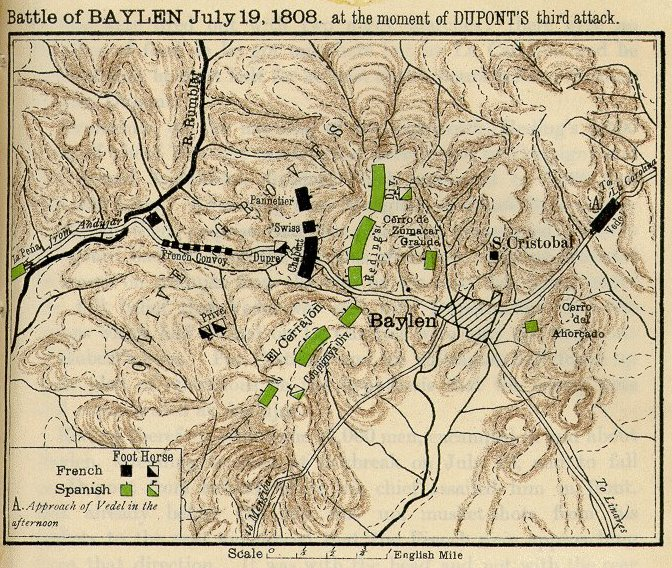
Spanischer Unabhängigkeitskrieg: Schlacht bei Bailén (18. bis 22. Juli 1808)

Nach der Vereinigung seiner Truppen waren Duponts Kräfte in drei Teile gespalten: General Goberts Division im Dorf La Carolina, General Vedels Division in Bailén und General Duponts eigene Truppen in Andújar. Inzwischen hatte Castaños unter seinem Befehl mehr als 33 000 Mann versammelt. Er befehligte reguläre Regimenter aus Sevilla (eines davon war das aus Schweizern gebildete Regimiento Suizo de Reding n.º 3), Milizeinheiten sowie bewaffnete Bauern. Castaños Truppen waren denen Duponts zahlenmäßig weit überlegen. Als Dupont von Castaños Anwesenheit erfuhr, befahl er Vedel, sich mit ihm in Andújar zu vereinigen. Nachdem Vedels Truppen Bailén verlassen hatten, nahmen spanische Kräfte unter dem Befehl von General Theodor von Reding den Ort ein und hielten ihn gegen Goberts Brigade. Bei diesem Versuch, Bailén wieder einzunehmen, wurde General Gobert getötet (sein Grab befindet sich in der Kirche von Guarromán), seine Truppen zogen sich auf La Carolina zurück. Nachdem Dupont hiervon erfahren hatte, gab er Vedel Anweisung, den Ort zurückzuerobern, was auch gelang. Er verließ den Ort anschließend aber wieder, um Stellungen um Bailén zu beziehen. Am 18. Juli verließ Dupont Andújar. Reding überholte die Franzosen entlang der Ufer des Rumbla, griff mit seiner Division die französische Nachhut an und fügte ihr schwere Verluste zu. Die Schweizer rückten vor und Dupont rief Vedel zu Hilfe, stimmte aber nach Castaños Ankunft einem Waffenstillstand zu. Als Vedel davon Kenntnis erlangte, zog er sich in die Berge zurück. Die spanischen Kommandeure drohten damit, die Franzosen abzuschlachten, falls sie sich nicht ergäben. Am 22. Juli 1808 kapitulierte das französische Korps. Die Bedingungen der Kapitulation waren großzügig und beinhalteten die Rückkehr der französischen Truppen nach Frankreich. Diese wurde allerdings nicht durchgeführt, weil sich die Briten vehement dagegen wehrten. Nur Dupont und seine Offiziere wurden schließlich freigelassen, der Großteil der Mannschaften wurde nach langem Hin und Her auf die Baleareninsel Cabrera verbracht.

## Folgen
Der Mythos der französischen Unbesiegbarkeit hatte einen Kratzer erlitten. Nach ihrer Niederlage verließ der Rest der französischen Armee unter den Marschällen Bessières und Moncey mit Joseph Bonaparte Madrid und baute am Ebro neue Verteidigungspositionen auf. Dupont kehrte nach Paris zurück und wurde festgenommen. Im Jahr 1814 wurde er vom neuen französischen König Ludwig XVIII. zum Armeeminister ernannt.
Ein beträchtlicher Teil der gefangenen französischen Soldaten starb auf der Insel Cabrera. Schätzungen zufolge kamen von den bis zu 12.000 gefangenen Franzosen, die hierher gebracht wurden, zwischen 3.500 und 5.000 ums Leben.
Mit den Franzosen sind auch französische Schweizer Regimenter in Gefangenschaft gegangen, darunter war auch der spätere Schweizer General Joseph von Freuler.

## Galerie

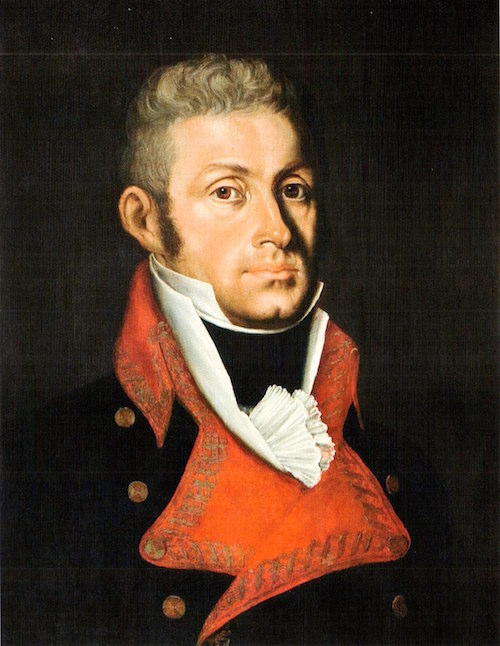
Theodor von Reding
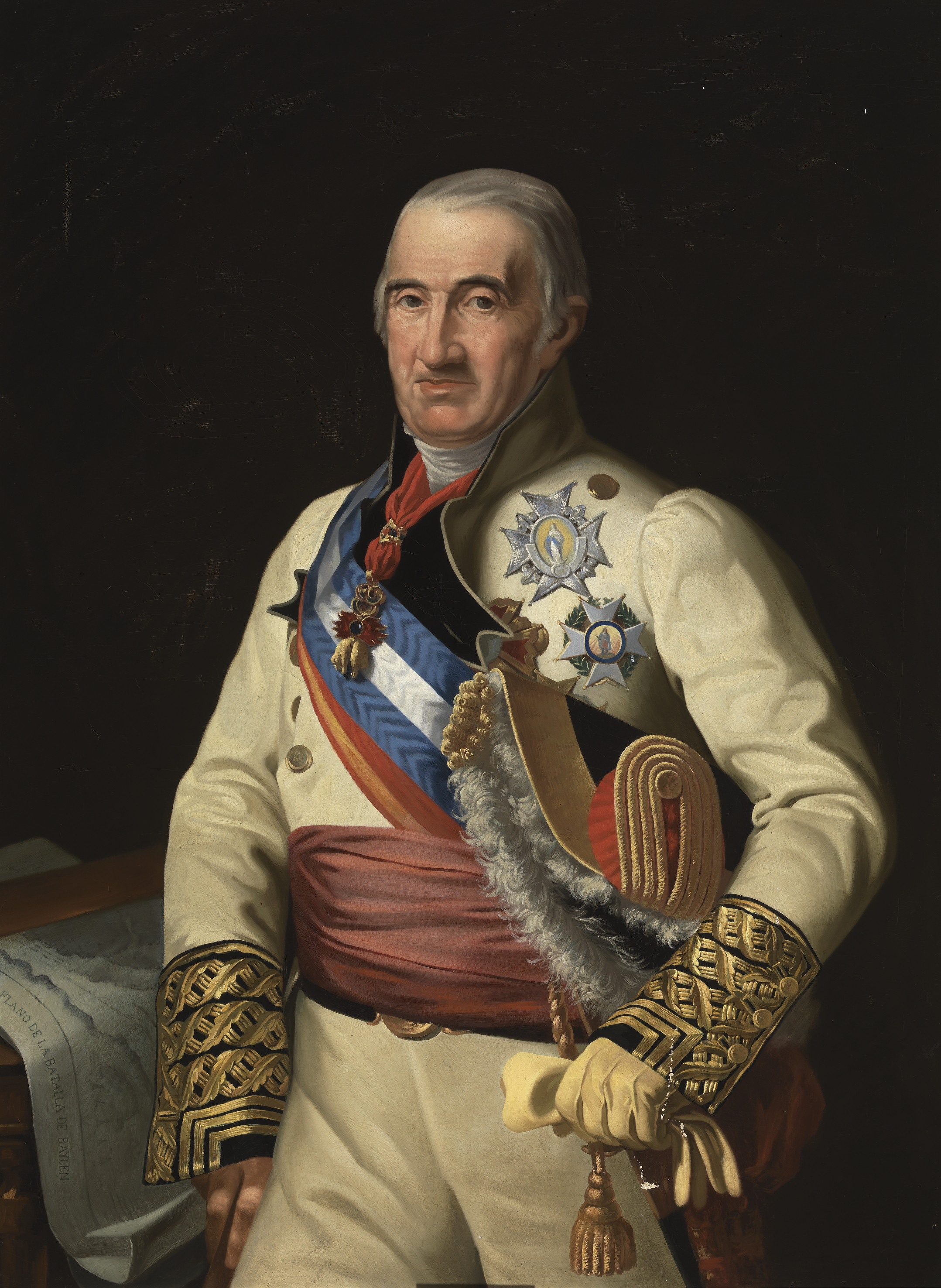
Francisco Javier Castaños
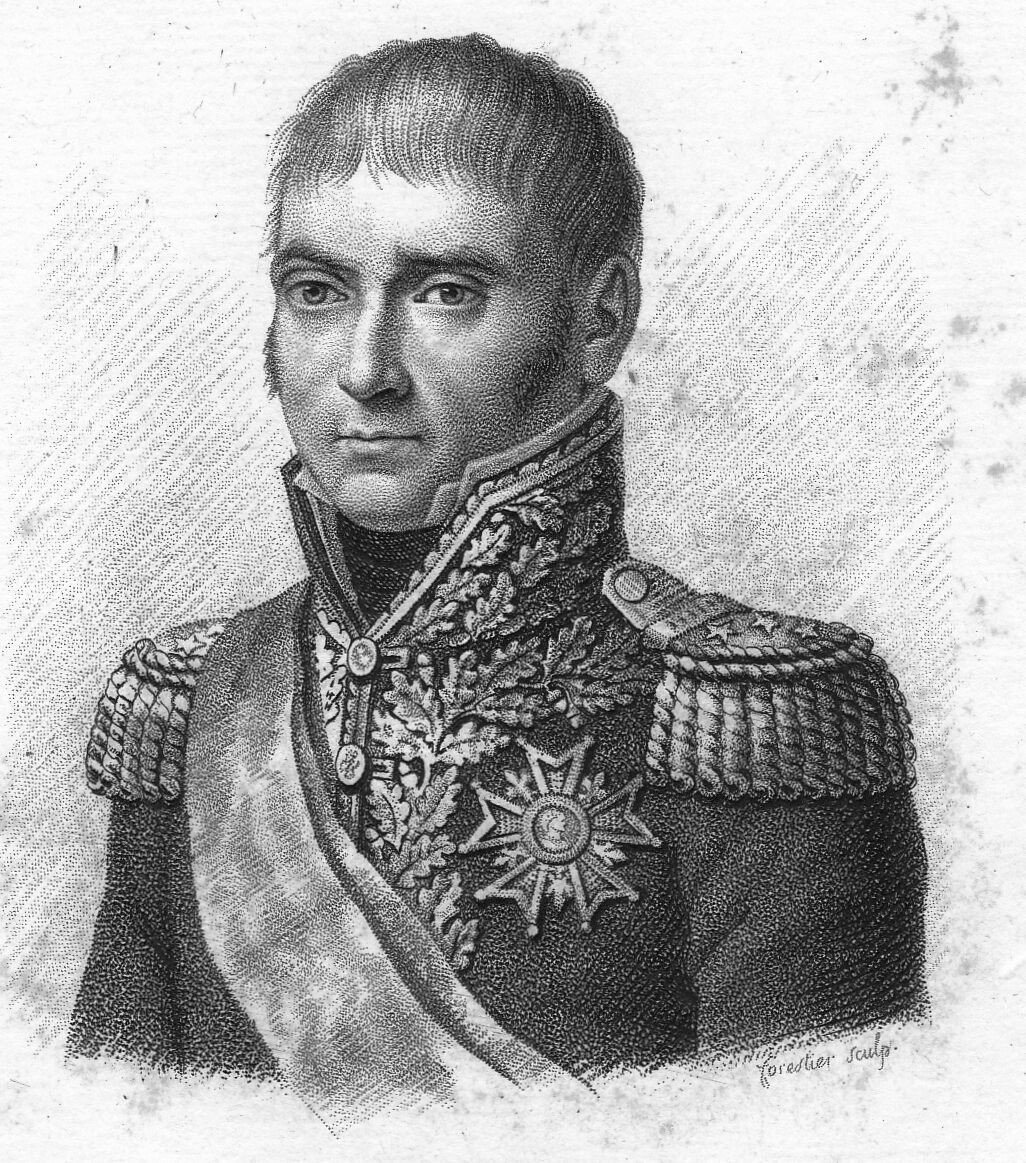
Pierre Dupont de l’Étang